# الجمعية الخيرية الشركسية في الأردن

شعار الجمعية الخيرية الشركسية

الجمعية الخيرية الشركسية في الأردن هي جمعية تأسست في عمان عام 1932 أهدافها اجتماعية خيرية لخدمة المجتمع الشركسي.

## نشأتها
تأسست الجمعية الخيرية الشركسية في 16 أكتوبر 1932م. تحت اسم «جمعية الإخاء الشركسية» في عمان. وفي عام 1951 وبعد استحداث وزارة الشؤون الاجتماعية في المملكة الأردنية الهاشمية، تم حل جميع الجمعيات وأعيد تأسيسها من جديد وذلك وفقا لقانون وزارة الشؤون الاجتماعية والذي بموجبه أصبحت جميع الجمعيات مرتبطة بها. وقد أعيد تسجيلها باسم «الجمعية الخيرية الشركسية».

## أهدافها
تهدف الجمعية إلى تنمية أواصر العلاقات بين أفراد المجتمع الشركسي. وتشجع الأجيال الجديدة من الشباب على تعلم اللغة الشركسية وتذكرهم بالعادات والتقاليد وتنمي فيهم روح العمل الجماعي الخيري لدعم الأسر المحتاجة وتوفير المنح الدراسية للمعسرين من الطلبة الشركس. كما أنها تعني بالحفاظ على الفولكلور الشركسي. وهذا للحفاظ على الهوية الشركسية.

## إدارتها

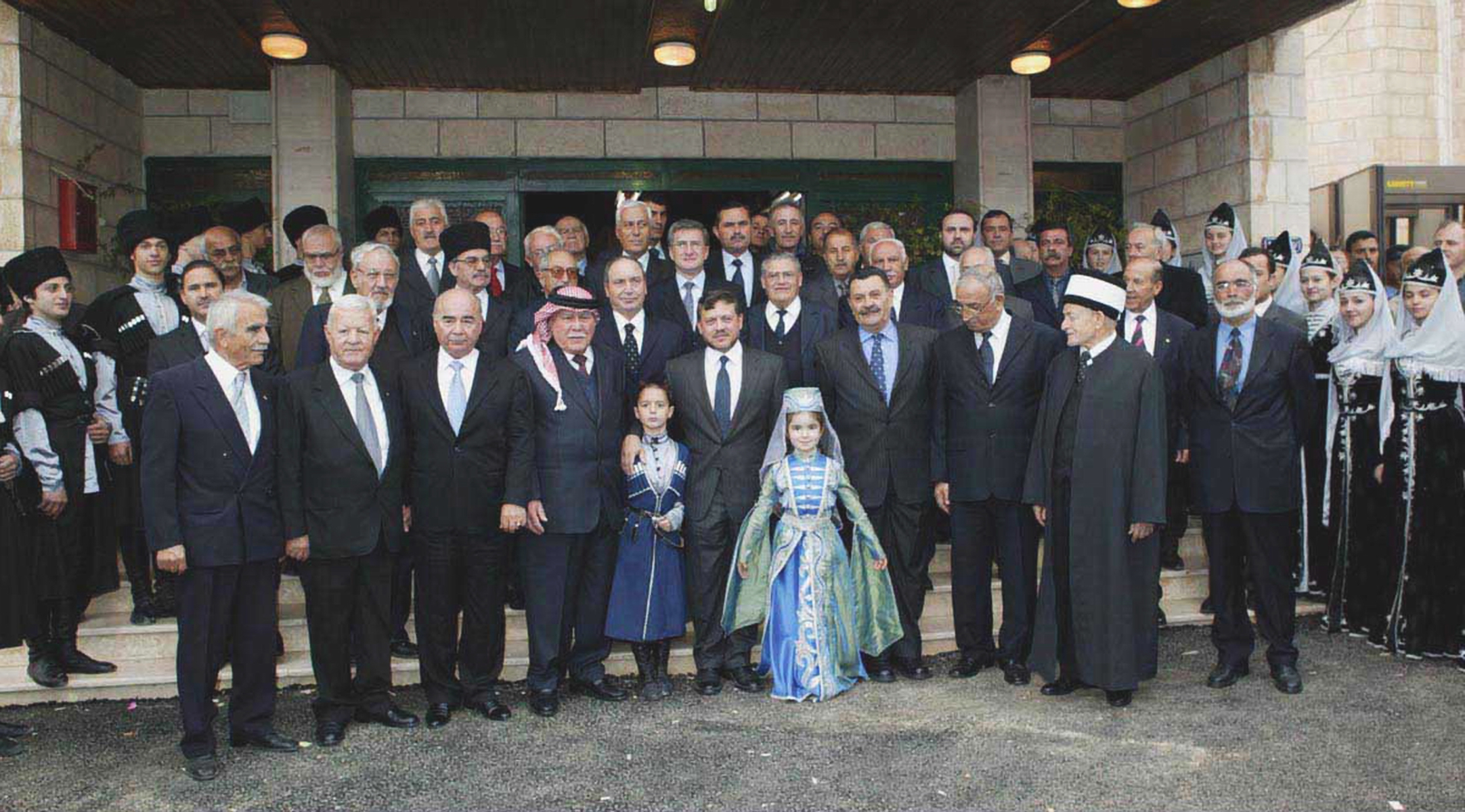
الملك عبد الله الثاني يزور الجمعية بدعوة من المجلس العشائري الشركسي

تديرها هيئة إدارية يتم انتخابها من قبل الجمعية العمومية ويتبعها عدة لجان تقوم بتنفيذ الخطط المعتمدة من قبل مجلس الإدارة. كما تتعاون الجمعية مع المجلس العشائري الشركسي وتستضيف اجتماعاته الدورية. وقد قام جلالة الملك عبد الله الثاني بدعوة من المجلس العشائري الشركسي بزيارتها والالتقاء بأعداد غفيرة من شراكسة الأردن.
يجتمع في الجمعية شراكسة الأردن سنويا في ذكرى يوم الحداد الشركسي ويحضر رجالات الشركس ورموز أردنية هذه المناسبة الحزينة، كي لا ينسوا وطنهم الأم.